# Ловачки пси (сазвежђе)
Ловачки пси (лат. Canes Venatici) су сазвежђе северне хемисфере и једно од 88 савремених сазвежђа. Дефинисао га је пољски астроном Јоханес Хевелије у 17. веку. Сазвежђе представља два ловачка пса (Астерион и Хара) које држи Волар док гони Великог и Малог медведа.

## Звезде
Најсветлија звезда у сазвежђу је алфа Ловачких паса, двојна звезда магнитуде 2,81 која се налази на око 110 светлосних година од Сунца. Светлија компонента, алфа-2, има магнетно поље око 5000 пута снажније од Земљиног, и богата је живом, силицијумом и еуропијумом. Алфа Ловачких паса заједно са Денеболом (бета Лава), Спиком (алфа Девице) и Арктурусом (алфа Волара) чини астеризам „Велики дијамант“ у коме се налазе многе звезде и галаксије. Денебола, Спика и Арктурус без алфе Ловачких паса чине други познати астеризам — „Пролећни троугао“.
Бета Ловачких паса је патуљак G-класе са главног низа Х-Р дијаграма, врло сличан Сунцу, због чега га астробиолози сматрају једном од најзанимљивијих звезда. Мада је Хара раније означавала јужног од два ловачка пса, данас је сама бета Ловачких паса назива Хара.
 Ловачких паса је полуправилна променљива звезда позната по изразито црвеној боји. Једна је од најсјајнијих угљеничних црвених џинова и најсјајнија Ј-звезда на небу (звезде са високим садржајем угљеника-13). Осим тога, са процењеном површинском температуром од 2800 К, La Superba (како ју је назвао италијански астроном Анђело Секи у 18. веку) је једна од најхладнијих познатих звезда. Окружује је љуска од одбаченог материјала пречника 2,5 светлосне године.
АМ Ловачких паса је катаклизмичка врло плава променљива звезда, 14. магнитуде.

## Објекти дубоког неба
У Ловачким псима се налази 5 Месјеових објеката — збијено звездано јато М3 и спиралне галаксије М51, М63, М94 и М106. М51 („Галаксија Вртлог“) чине две галаксије - много већа и сјајнија NGC 5194 и њен сателит NGC 5195. М63 („Сунцокрет галаксија“) је врло светла и издужена галаксија која се налази између М51 и алфе Ловачких паса. М106 се налази у близини бете Ловачких паса.